# Holmesjön (Stora Lundby socken, Västergötland)
Holmesjön är en sjö i Lerums kommun i Västergötland och ingår i Göta älvs huvudavrinningsområde. Sjön har en area på 0,0697 kvadratkilometer och ligger 103,3 meter över havet. Holmesjön ligger i skogsområdet Vättlefjäll, men utanför naturreservatet.

## Delavrinningsområde
Holmesjön ingår i det delavrinningsområde (642512-129848) som SMHI kallar för Utloppet av Mjörn. Medelhöjden är 81 meter över havet och ytan är 155,69 kvadratkilometer. Räknas de 46 avrinningsområdena uppströms in blir den ackumulerade arean 1 115,33 kvadratkilometer. Säveån som avvattnar avrinningsområdet har biflödesordning 2, vilket innebär att vattnet flödar genom totalt 2 vattendrag innan det når havet efter 46 kilometer. Avrinningsområdet består mestadels av skog (41 procent). Avrinningsområdet har 55,73 kvadratkilometer vattenytor vilket ger det en sjöprocent på 35,8 procent. Bebyggelsen i området täcker en yta av 8,65 kvadratkilometer eller 6 procent av avrinningsområdet.